# Ніїмі
34°58′38″ пн. ш. 133°28′13″ сх. д. / 34.97722° пн. ш. 133.47028° сх. д.
Ніїмі (яп. 新見市) — місто в Японії, в префектурі Окаяма.

## Географічне розташування
Місто розташоване на острові Хонсю в префектурі Окаяма регіону Тюґоку. З ним межують міста Маніва, Такахаші, Сьобара, містечка Хіно, Нітінан і село Сіндзьо.

## Символіка
Деревом міста вважається кипарисовик туполистий, квіткою — рододендрон, птахом — Cettia diphone.